# Ferdinand Ries
Ferdinand Ries (Bonn, 28 november 1784 - Frankfurt am Main, 13 januari 1838) was een Duitse componist en pianist.

## Levensloop
Ries werd, net als Ludwig van Beethoven, geboren in Bonn. De vader van Ries, de violist Franz Anton Ries (1755-1846), was een vriend van Beethoven en bovendien diens vioolleraar. Ferdinand kreeg ook les van zijn vader, studeerde daarna in een tijdje in München en ging rond 1803 naar Wenen, waar Beethoven hem gedurende een drietal jaren pianoles gaf. Ries van zijn kant werkte als kopiist en secretaris voor Beethoven. Bij Johann Albrechtsberger volgde Ries compositielessen. In juli 1804 gaf hij zijn eerste publieke optreden, een uitvoering van het derde pianoconcerto van Beethoven dat enthousiast werd ontvangen.
Dankzij de invloed van Beethoven kreeg Ries aanstellingen als pianist bij adellijke families in Baden en Silezië. Tussen 1809 en 1813 toerde hij als concertpianist door Europa heen, tot hij zich vestigde in Londen, waar hij een hoog aanzien bij het Londense publiek verwierf. Hij bleef er elf jaar, en trouwde met een Engelse. Hij bleef nog in contact met Beethoven en behartigde diens belangen verder; zo bekwam hij voor Beethoven in 1822 een opdracht van de Philharmonic Society, die zou resulteren in de "Koorsymfonie".
In 1824 besloot Ries om te stoppen als concertpianist. Hij keerde terug naar Duitsland, waar hij muzikaal actief bleef als componist en dirigent. Hij was tussen 1825 en 1837 acht maal leider van het belangrijke Niederrheinisches Musikfest. In 1834 werd hij benoemd tot leider van het stedelijk symfonieorkest en de Singakademie in Aken.
Ries was een productief en origineel componist in elk genre, wiens werk, zoals dat van andere tijdgenoten, grotendeels overschaduwd is geraakt door dat van Beethoven. Hij schreef onder meer acht symfonieën, waarvan er zeven gepubliceerd werden. Daarnaast schreef hij veel voor piano – concerto's, trio's, kwartetten, sonates - maar ook oratoria, liederen, en kamermuziek. Cecil Hill publiceerde in 1977 een thematische catalogus van het oeuvre van Ferdinand Ries.

## Composities

### Werken voor orkest

#### Symfonieën
- 1809 Symfonie nr. 1 in D majeur, op. 23
- 1814 Symfonie nr. 2 in c mineur, op. 80
- 1815 Symfonie nr. 3 in Es majeur, op. 90
  1. Grave - Allegro
  2. Larghetto quasi andante
  3. Menuetto: Moderato
  4. Finale: Allegro vivace
- 1818 Symfonie nr. 4 in F majeur, op. 110
  1. Andante - Allegro
  2. Andantino
  3. Scherzo: Allegro
  4. Finale: Allegro molto
- 1812-1813 Symfonie nr. 5 in d-mineur, op. 112
  1. Allegro
  2. Larghetto con moto quasi andante
  3. Scherzo: Allegro assai - Trio
  4. Finale: Allegro
- 1822 Symfonie nr. 6 in D majeur, op. 146
  1. Larghetto con moto - Allegro
  2. Menuetto: Moderato
  3. Larghetto con moto
  4. Finale: Allegro con brio
- 1822 Symfonie in Es majeur, WoO 30
- 1835 Symfonie nr. 7 in a mineur, op. 181

#### Ouverturen
- 1815 Ouverture tot Schillers treurspel "Don Carlos", op. 94
- 1815 Ouverture bardique (concertante), WoO 24
- 1829 Ouverture tot Schillers treurspel "Die Braut von Messina", op. 162
- 1831-1832 Grote feest-ouverture en overwinningsmars, op. 172
- 1836 Dramatische ouverture "L’Apparition", WoO 61

#### Concerten voor instrumenten en orkest
- 1810 Concert (nr. 1) in e mineur, voor viool en orkest, op. 24
- 1811 Concert in Es majeur, voor twee hoorns en orkest, WoO 19
- 1811 Concert (nr. 2) in Es majeur, voor piano en orkest, op. 42
- 1812 Concert nr. 3 in cis mineur, voor piano en orkest, op. 55
- 1809 Concert nr. 4 in c mineur, voor piano en orkest, op. 115
- 1814 Pastoraal concert nr. 5 in D majeur, voor piano en orkest, op. 120
- 1806 Concert nr. 6 in C majeur, voor piano en orkest, op. 123
- 1823 Afscheids-concert van Engeland (nr. 7) in a mineur, voor piano en orkest, op. 132
- 1826 Groet aan de Rijn (Gruß an den Rhein) - concert nr. 8 in As majeur, voor piano en orkest, op. 151
- 1832-1833 Concert nr. 9 in g mineur, voor piano en orkest, op. 177

### Oratoria en cantates
- 1806 Der Morgen, cantate voor vier vocale solisten en orkest, op. 27
- 1829 Der Sieg des Glaubens, oratorium in twee afdelingen voor solisten, gemengd koor en orkest, op. 157
- 1836-1837 Die Könige in Israel, oratorium in twee afdelingen voor solisten, gemengd koor en orkest, op. 186

### Muziektheater

#### Opera's
| Voltooid in          | titel                                                         | aktes       | première                           | libretto               |
| -------------------- | ------------------------------------------------------------- | ----------- | ---------------------------------- | ---------------------- |
| 1810                 | Szena: Iphigenie aus Aulis, WoO 17                            |             |                                    | Christoph von Breuning |
| 1827-1828; 1830-1831 | Die Räuberbraut, op. 156                                      | 3 bedrijven | 15 oktober 1828, Frankfurt am Main | Georg Döring           |
| 1834                 | The Sorceress of Liska oder Die Hexe von Gyllensteen, op. 164 | 2 bedrijven | ?, Londen                          | Edward Fitzball        |
| 1834                 | Die Nacht auf dem Libanon, WoO 51                             | 3 bedrijven |                                    | Cäsar Max Heigel       |
| 1835                 | Die Zigeunerin, WoO 53                                        | 2 bedrijven |                                    |                        |